# Гарріс-Гілл (Нью-Йорк)
Гарріс-Гілл (англ. Harris Hill) — переписна місцевість (CDP) в США, в окрузі Ері штату Нью-Йорк. Населення — 5839 осіб (2020).

## Географія
Гарріс-Гілл розташований за координатами 42°58′23″ пн. ш. 78°40′45″ зх. д. / 42.97306° пн. ш. 78.67917° зх. д. (42.972968, -78.679273).  За даними Бюро перепису населення США в 2010 році переписна місцевість мала площу 10,46 км², уся площа — суходіл.

## Демографія
Згідно з переписом 2010 року, у переписній місцевості мешкало 5508 осіб у 2252 домогосподарствах у складі 1546 родин. Густота населення становила 526 осіб/км².  Було 2349 помешкань (224/км²).
Расовий склад населення:
| - 93,1 % — білих - 3,9 % — азіатів - 1,4 % — чорних або афроамериканців - 0,1 % — корінних американців |

До двох чи більше рас належало 1,2 %. Частка іспаномовних становила 1,7 % від усіх жителів.
За віковим діапазоном населення розподілялося таким чином: 23,4 % — особи молодші 18 років, 57,6 % — особи у віці 18—64 років, 19,0 % — особи у віці 65 років та старші. Медіана віку мешканця становила 44,2 року. На 100 осіб жіночої статі у переписній місцевості припадало 93,2 чоловіків;  на 100 жінок у віці від 18 років та старших — 90,6 чоловіків також старших 18 років.
Середній дохід на одне домашнє господарство  становив 95 787 доларів США (медіана — 86 574), а середній дохід на одну сім'ю — 115 706 доларів (медіана — 96 772). Медіана доходів становила 67 098 доларів для чоловіків та 50 755 доларів для жінок. За межею бідності перебувало 3,3 % осіб, у тому числі 2,5 % дітей у віці до 18 років та 6,0 % осіб у віці 65 років та старших.
Цивільне працевлаштоване населення становило 3009 осіб. Основні галузі зайнятості: освіта, охорона здоров'я та соціальна допомога — 39,3 %, мистецтво, розваги та відпочинок — 13,1 %, роздрібна торгівля — 8,5 %, фінанси, страхування та нерухомість — 7,5 %.